# Mačkat
Mačkat (Servisch cyrillisch Мачкат) is een plaats in de Servische gemeente Čajetina. De plaats telt 806 inwoners (2002).